# パウル (タコ)
パウル（ドイツ語: Paul der Krake、Oktopus-Orakel、2008年1月 - 2010年10月26日）は、かつてドイツ・オーバーハウゼンの水族館シー・ライフ・オーバーハウゼン (Sea Life Oberhausen) で飼育されていたタコの一種 Octopus vulgaris。サッカードイツ代表の国際試合の結果を予言し、EURO2008では全6試合のうち4試合を的中、W杯南アフリカ大会ではドイツ代表の7試合に決勝戦を加えた計8試合の勝敗を全て的中させ、国際的な名声を得た。世界的に最も著名なO. vulgaris として知られる。
なお、ドイツ語の「au」は日本人には「アウ」よりも「アオ」という発音に近く聞こえ、日本放送協会（NHK）ではパオルと表記している。また、日本語圏のメディアでは、「パウル君」と表記されることが一般的である。

## 生涯

### 誕生
パウルはイギリス南部ウェイマスのシー・ライフ・センターで卵から孵化した。生存時はドイツのオーバーハウゼンにある水族館シー・ライフ (Sea Life Oberhausen) で飼育されていた。シー・ライフは遊園地などを所有するマーリン・エンターテイメンツが経営するチェーン店である。パウルの名前はドイツの児童作家ボーイ・ロルンゼンの作品『タコ（イカ）のパウル』からとられた。シー・ライフのエンターテイメント・ディレクターのダニエル・フェイによると、パウルは幼い時から知性を示していた。

### UEFA EURO 2008
UEFA EURO 2008において、パウルはドイツ代表が出場した6試合中、グループリーグのクロアチア戦と決勝のスペイン戦を除く4試合を的中させた。これについて一部では、的中率が80%であったと誤って伝えられている。

### 2010 FIFAワールドカップ
グループリーグ・D組の第1戦である対オーストラリア戦では、無難にドイツの勝利を予言し的中。第2戦の対セルビア戦では、番狂わせとなるセルビア勝利を予言し、見事に的中させた。続く第3戦の対ガーナ戦でもドイツの勝利を言い当て、グループリーグでのドイツ戦の結果を3戦すべて的中させた。
決勝トーナメント1回戦の対イングランド戦ではドイツの勝利を予想。出身地であるイングランドのサポーターからは裏切り者との言われなき批判を浴びた が、この頃にロイター通信によってドイツ代表の試合結果をすべて当てている驚異的なタコと世界中に紹介された。試合はドイツが勝利し、またも的中。以降、パウルの活躍は連日の様に各種マスコミで取り上げられた。
続く準々決勝の対アルゼンチン戦もドイツ勝利を予言し、的中させた。しかし、イングランドに続いてアルゼンチンのサポーターからも「食べてやる」と筋違いな八つ当たりをされた。なお、ワールドカップ後にパウルが死亡したニュースに接して、アルゼンチンを監督として率いたディエゴ・マラドーナは、自身のツイッターで「予言タコが死んで嬉しい、ワールドカップで負けたのはお前のせいだ」と発言している。

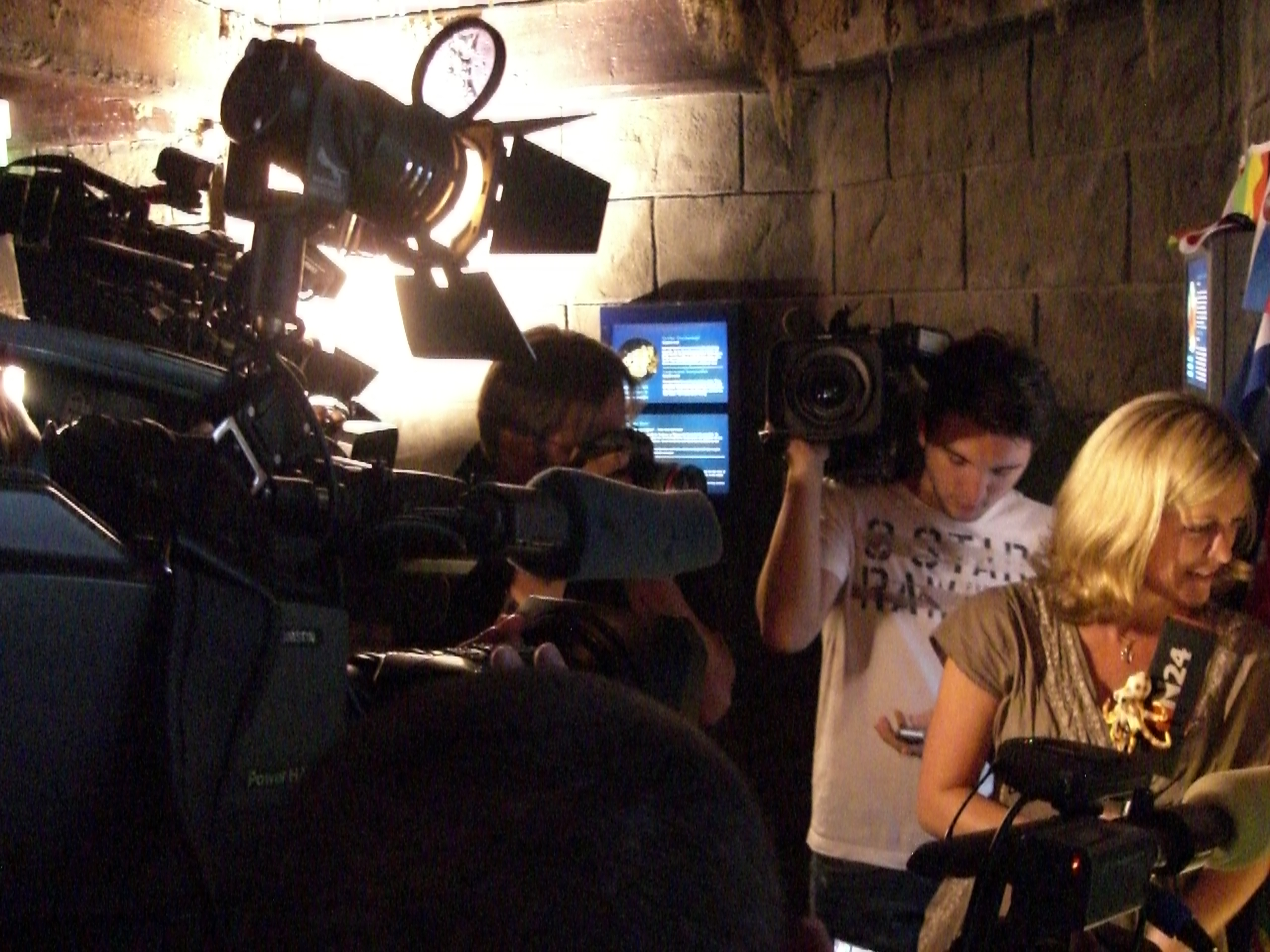
メディアの取材を受けるパウル

パウルの活躍はメディアの注目を集め、準決勝の対スペイン戦の予言を試合前日におこなった際には、その様子がドイツ国内で生中継された。パウルはスペインの勝利を予想。翌日にまたしても予言通りドイツが敗北すると、パウルは熱心なドイツ人サポーターの非難の的となり、インターネット上では「フライやバーベキューにしてしまえ」「サメのいる水槽に入れろ」「パエリアにしろ」などパウルを批判するコメントであふれかえった（サメはタコを食べない。逆に体の大きなタコは小さなサメを食べる場合がある）。この事態を受け、水族館側は「予言が的中したのは誠に遺憾」であるとのお詫びの声明を発表した。
一方、試合に勝利したスペインではパウルは英雄視され、スペインのホセ・ルイス・ロドリゲス・サパテーロ首相は「安否が心配だ。（スペインから）保護チームを派遣しようかと考えているところだ」とコメント、セバスティアン産業相は「安全上の理由から」パウルをスペインに移すことを提案し、エスピノサ海洋相も「12日にEUの漁業関係相理事会があるので、ドイツに対しパウル君を食べないよう頼むつもりだ」と語った。予言の中継を行なったアナウンサーも「ドイツ人に食べられる前に、スペインに呼んで表彰しよう」と呼び掛けた。また、タコ料理を名物にしているスペインのオ・カルバジーニョ村は、地元で開催されるタコ祭りの親善大使にと、3万ユーロ（約340万円）での買い取りを打診した。
3位決定戦の対ウルグアイ戦の予言は世界中に生中継され、日本でも午後6時台のニュース番組でライブ放送が行われた。パウルは最初はウルグアイの旗に近づいたものの、思い直してドイツの勝利を予言した。これに対してウルグアイのオスカル・タバレス監督は「ドイツもタコの予言も破る」と意気込んだ。占いの翌日に行われた試合は、攻守が次々に入れ替わる接戦となったが、パウルの予言通り3対2でドイツが勝利し、ドイツ人サポーター達は大いに溜飲を下げた。以降パウルはドイツの3位を予言したとしてドイツ国内での人気を回復した。
それまでドイツ代表の試合のみを予想してきたパウルであったが、決勝戦のスペイン対オランダ戦についても予想は行われ、スペインの勝利を予想した。この予想は世界各地のジャーナリスト100人以上の前で行われ、その模様は欧米や中東の計約600のテレビ局が生中継した。このため、試合当日にはパウルにあやかった姿のスペインサポーターも現れた。イギリスのブックメーカーによると、この予想によってオランダ優勢であった掛け率がスペイン優勢へと傾いたという。
準々決勝の予想を全て的中させたシンガポールのインコ・マニや、エストニアのチンパンジーなど他の国でも動物の占いが行われたが、これらの動物はオランダの勝利を予想した。
試合はパウルの予言通り1対0でスペインが勝利して初優勝を遂げ、予想を見事に的中させた。決勝戦の試合結果に関するほぼ全ての報道において、8試合の試合結果を100%当てたパウルの快挙は大きな驚きをもって報道され、以降パウルはドイツ国内やスペイン国内はおろか、世界各国でも爆発的な人気者になった。ゴールを決めたMFアンドレス・イニエスタはインタビューで、｢パウルをスペインで胴上げしたい｣ と喜びを語った。準優勝に終わったオランダのサポーターは多くが「パウル、お前がどこにいるのか知っている」などと言う恨みのこもったコメントを残したが、「でも、あいつは正しかった」という脱帽したようなコメントもあった。
2010年7月12日、全ての予言を的中させた功績をたたえ、パウルにワールドカップ優勝トロフィーのレプリカが授与され、パウルは8本足で丁寧に受け取った。

### ワールドカップ後
大会終了後、パウルの下には他のサッカー関連の事項の予言や、テレビ出演などの依頼が殺到した。しかし、Octopus vulgaris の寿命は野生では多くは2年、飼育環境下でもおよそ3年 とされており、既に2歳半と高齢のパウルは本大会後に予言活動から引退し、水族館で観客を楽しませる「本来の仕事」に戻った。
しかしロシアの記者が次期大統領の予言のためパウルを訪れ、プーチン首相とメドヴェージェフ大統領の名前を書いた2枚の紙を見せたところ、パウルが一方を触手で指した、という報道もあり、水族館の意図しないパウルの予言が行われている。
大会終了から約1か月後、2018年もしくは2022年のワールドカップ招致を計画しているイングランドの招致委員会は、パウルがイングランド近海生まれであることから「大会招致アンバサダー」に任命したと発表した。
2010年10月26日、飼育されていたシー・ライフで死んでいたことが分かった。年齢は2歳9か月で、死因は老衰と見られる。シー・ライフは後継となるタコを育成しており、「パウル」と名付け同様の予想をさせるとしている。
2011年1月、パウルの功績をたたえて、シー・ライフに記念碑が設置された。参加各国の旗の書かれたサッカーボールの上にパウルが乗った像であり、パウルの遺灰が納めてある。
2011年からオーバーハウゼンのシー・ライフでは2代目のパウルの飼育を始め、この年ドイツで行なわれる2011 FIFA女子ワールドカップの予想をシー・ライフが所有する8か所の水族館で飼育されるタコに争わせ、その中で優秀な成績を修めたタコをパウルの後継者とさせることとしている。

## 占いの方法

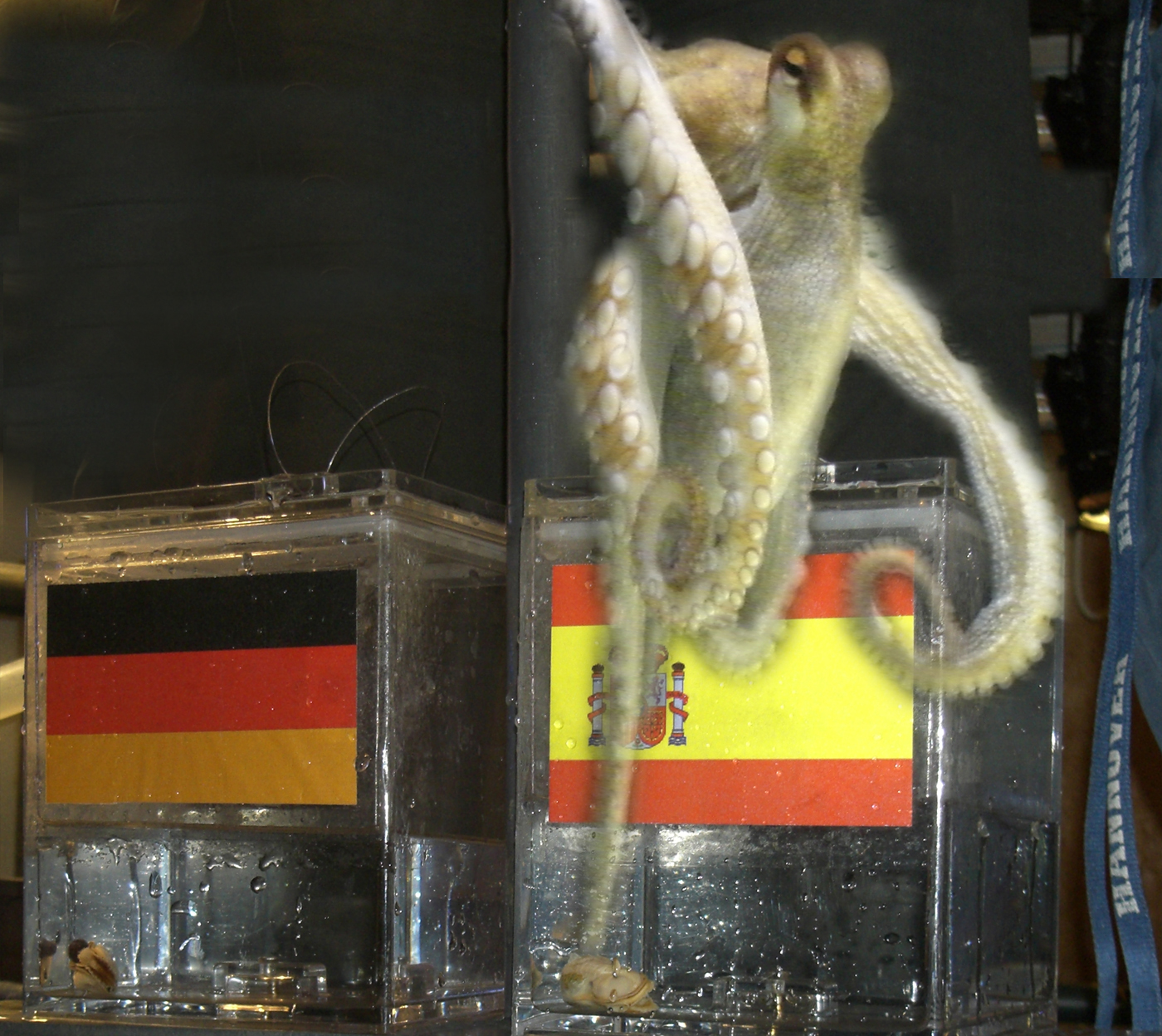
南アフリカワールドカップ準決勝のドイツ対スペイン戦の結果を予言するパウル

ドイツ代表の国際試合の前に、パウルにはカラスガイやカキなどの餌が入ったプラスチック製の2つの容器が与えられる。一方にはドイツの国旗が、もう一方には対戦相手の国旗が付けられている（両方ともナショナルチームの旗）。そしてパウルが餌をとるためにどちらかの容器を開け、先に開けられた容器の国が勝利する、と解釈された。パウルの動きが鈍い場合は混戦、パウルの動きが早い場合は圧勝と、パウルは試合展開も示したと解釈されていた。

### 行動分析
パウルの選択行動を説明するものとして以下のような仮説が出されている。
国旗のデザイン
種としての Octopus vulgaris は、行動研究や電気生理学的研究の結果、色相は識別できないものの、明度・サイズ・形状・傾きの区別は可能であることが明らかにされている。従って、パウルは国旗のデザインを識別できたと考えられる。さらに、 Octopus vulgaris はおおむね横長の図形に興味を持つと考えられている。実際パウルが選んだ旗には水平の縞があった。
黒・赤・金の等間隔の水平ストライプからなる、くっきりしたトリコロールのドイツ国旗は、パウルが普段から好んでいたものだった。しかし広い黄色の帯を持つスペイン国旗、青と白からなるセルビア国旗はさらに鮮やかに映る。パウルがドイツを差し置いてそれらの国を選んだ理由は、それで説明できるかもしれない。2010年7月6日にパウルがスペイン国旗を選択した時、ドイツ国旗とスペイン国旗は似通っているから勘違いしたのではないか、だから今回の予言は外れてくれるのではないか、という指摘があった。
餌箱の匂い
Octopus vulgaris は触手に感覚受容器を持ち、それで獲物を味わい、水の匂いを嗅ぐ。箱の微妙な匂いの違いがパウルの行動に影響した可能性はあり、実際匂いでパウルを訓練するのは簡単であったろうと考えられる。パウルの飼育係によると、パウルが選びやすいよう餌の容器には穴が開けられていた。
La Rochelle 水族館のディレクターである Pascal Coutant は「パウルの選択は全くの偶然に因るものだ」と述べている。
いずれにせよ統計学的視点に立つならば、パウルの予知能力を実証するためには、厳密に標準化されたテスト環境で、もっと多数回の試行を行なう必要があると考えられる。
また、世界中で同様の予言ごっこをする動物がたくさんいたならば、そのうちの一部が的中を続けるのは確率論的に当然という指摘もある。
鹿児島大学名誉教授の川村軍蔵によると、マダコは色の識別はできず、濃いか薄いかを判別しているとされる。岡本ら (2001) による水槽実験によると、マダコは黒を最も好み、高照度下では次いで赤、橙、低照度下では次いで橙、赤を好むことが分かっている。

## 予言とその結果

### ドイツの試合
| 対戦国         | 大会     | ステージ              | 予言     | 試合結果 | 正誤 |
| -------------- | -------- | --------------------- | -------- | -------- | ---- |
| ポーランド     | EURO2008 | グループリーグ        | ドイツ   | 2 - 0    | 正   |
| クロアチア     | EURO2008 | グループリーグ        | ドイツ   | 1 - 2    | 誤   |
| オーストリア   | EURO2008 | グループリーグ        | ドイツ   | 1 - 0    | 正   |
| ポルトガル     | EURO2008 | 準々決勝              | ドイツ   | 3 - 2    | 正   |
| トルコ         | EURO2008 | 準決勝                | ドイツ   | 3 - 2    | 正   |
| スペイン       | EURO2008 | 決勝                  | ドイツ   | 0 - 1    | 誤   |
| オーストラリア | WC2010   | グループリーグ        | ドイツ   | 4 - 0    | 正   |
| セルビア       | WC2010   | グループリーグ        | セルビア | 0 - 1    | 正   |
| ガーナ         | WC2010   | グループリーグ        | ドイツ   | 1 - 0    | 正   |
| イングランド   | WC2010   | 決勝トーナメント1回戦 | ドイツ   | 4 - 1    | 正   |
| アルゼンチン   | WC2010   | 準々決勝              | ドイツ   | 4 - 0    | 正   |
| スペイン       | WC2010   | 準決勝                | スペイン | 0 - 1    | 正   |
| ウルグアイ     | WC2010   | 3位決定戦             | ドイツ   | 3 - 2    | 正   |

### ドイツ以外の試合
| 対戦国             | 大会   | ステージ | 予言     | 試合結果 | 正誤 |
| ------------------ | ------ | -------- | -------- | -------- | ---- |
| オランダ対スペイン | WC2010 | 決勝     | スペイン | 0 - 1    | 正   |

## 論争

### 動物の倫理的扱いについての論争
動物愛護団体の動物の倫理的扱いを求める人々の会（PETA）は2010年7月2日に「パウルを自由にすることを望む」との声明を発表した。
これに対して、シーライフの広報担当は「パウルには明るい未来が待っている」と述べ、既に2歳半であり今後も飼育すると発表している。

### 出自についての論争
イギリスで卵から孵化したとされているパウルだが、イタリアでは自ら捕獲し水族館に引き渡したと主張するイタリア人女性の存在が報じられた。
これに受けて、イタリアの国会議員は、所有権を放棄してイタリアへ返還するよう求めた手紙を、ドイツのシーライフに宛てて送ったとイタリア各紙で報じられており、名前も“パウル”ではなく、イタリア式の“パオロ”が正しいと主張している。

## 影響
ワールドカップ終了後、パウルの「予言」にあやかって他の動物による「スポーツ試合の勝者当てアトラクション」が様々な形で行なわれた。
日本では2010年11月、Jリーグヤマザキナビスコカップ決勝戦・ジュビロ磐田対サンフレッチェ広島の「タコによる勝者当て」が行なわれた。タコは東京湾の佐島沖で水揚げされたマダコ「築地の源さん」で、Jリーグ関連会社に2000円で買い上げられた上で築地市場に送られ、水槽に入った2つのチームのエンブレム入り蛸壺が水槽内に入れられると、源さんは広島側の蛸壺に入ってこのチームの勝利を予言した。しかし結果は5-3（延長戦）で磐田が勝利。なお源さんのその後について、関係者は「その日のうちに海に帰ったということに」と話した。
Googleは、2014年6月17日のW杯ブラジル大会記念ロゴに、ベルギーとアルジェリアの国旗を描いた箱の前で悩むタコ（頭上に輪がついている）のアニメーションロゴを登場させた。Googleは、パウルが天上の水族館で勝者を当てようとしているところの想像図であると説明している。
2018年のFIFAワールドカップ、ロシア大会では、北海道小平町のミズダコ「ラビオ君」が、日本代表のグループリーグ全3試合の全てを的中したが、決勝トーナメントのベルギー戦の前には既に出荷されていて世界に動揺を与えた。